# Assedio di Cuneo (1799)
L'assedio di Cuneo è stato un episodio della guerra della Seconda coalizione, che ha visto contrapposti l'esercito imperiale austriaco, comandato dal generale von Melas, e la guarnigione francese presente nella città italiana.

## Contesto storico
Le forze della coalizione avevano affidato il comando delle operazioni sul fronte italiano al temibile generale Aleksandr Suvorov e tale scelta si era rivelata indubbiamente vincente: il maresciallo russo aveva collezionato successi dopo successi,  sconfiggendo le forze francesi in tre battaglie campali (a Cassano d'Adda, sulla Trebbia ed infine a Novi) e liberando una dopo l'altra tutte le roccaforti che avevano una guarnigione repubblicana al loro interno.
A nulla erano valso i tentativi di Moreau, MacDonald e Joubert di affrontare le forze coalizzate, ed adesso i francesi si ritrovavano sulle montagne della Liguria senza più alcun controllo sulla Pianura Padana, se non quello offerto da Cuneo, ultima roccaforte in loro possesso nella pianura piemontese.

## Antefatti

### L'arrivo di Championnet
Dopo la partenza delle forze di Suvorov verso la Svizzera, dai valichi tra Francia ed Italia iniziavano a spuntare le forze dell'Armata delle Alpi del generale Championnet. Queste inizialmente avrebbero dovuto agire in concerto con le forze di Joubert ed accerchiare Suvorov, ma problemi logistici non trascurabili avevano ritardato la loro marcia. 

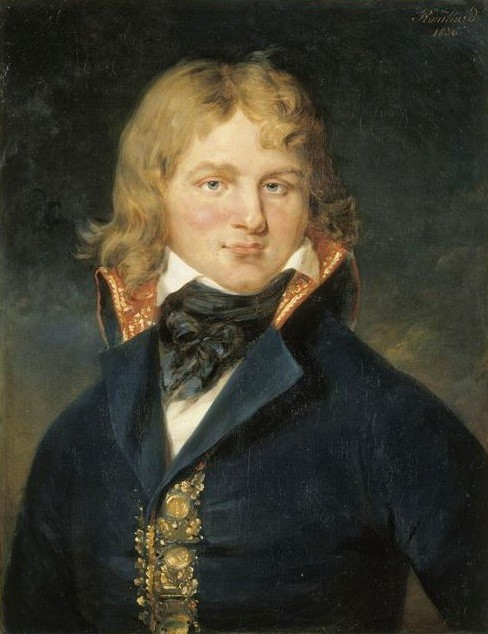
Il generale Championnet

Von Melas aveva già iniziato a mettere gli occhi su Cuneo, in modo da allontanare i francesi dalla pianura in maniera definitiva, e stava preparando le truppe per un assedio. Championnet e Moreau, che aveva preso il posto del defunto Joubert al comando dell'armata, tentarono di bloccare i progressi austriaci ma i loro risultati furono alterni e, sebbene riuscirono a ritardare di qualche settimana i piani di von Melas, alla fine vennero nuovamente cacciati dalla pianura.
Riunite le due armate, Championnet chiese a Moreau di poterne avere il comando. Il generale francese acconsentì e partì alla volta della frontiera del Reno, dove era stato promesso lui un posto di comando.

### Il fallimento dell'offensiva francese
Appreso dell'arrivo a Frejus di Napoleone, di ritorno dall'Egitto, Championnet, geloso e preoccupato per il ruolo di comando dell'Armata d'Italia che temeva potesse essere affidato al generale corso, decise di programmare un'offensiva in Piemonte. Questa offensiva, nata più per la personale ricerca di gloria da parte del generale piuttosto che da un'effettiva strategia, si rivelò un errore ed esibì completamente i limiti di Championnet come generale.

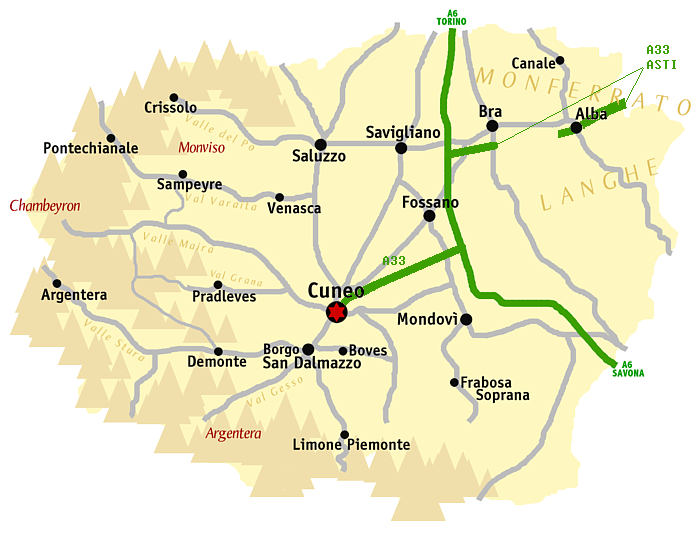
Mappa della provincia di Cuneo. Genola è il crocevia delle strade tra Fossano e Savigliano.

Le armate di Championnet scesero nuovamente in pianura, inizialmente ottenendo vari successi: Saint-Cyr riportò una vittoria su Karaczay a Novi mentre le altre forze francesi mettevano piede nella pianura.
Championnet, sciaguratamente, prese la decisione di dividere le sue forze e questo fu la causa del fallimento del suo piano: mentre lui avanzava verso Savigliano, von Melas si dirigeva contro di lui, marciando in direzione di Fossano, con una divisione nettamente più numerosa. I due si incontrarono casualmente a Genola e lo scontro fu inevitabile: le forze francesi furono sconfitte, subendo perdite consistenti. A nulla servì la nuova vittoria di Saint-Cyr su Kray sull'ala destra del fronte: al centro i francesi furono inseguiti ed incalzati dagli austriaci, che li batterono nuovamente a Mondovì e li costrinsero a ritornare alle loro posizioni originali su Alpi e Appennini.
Cacciate le forze di Championnet dalla pianura per l'ennesima volta, la città di Cuneo restava virtualmente indifesa. Von Melas, che capiva perfettamente la sua importanza strategica, diede avvio alle operazioni preliminari all'assedio. Volendo respingere i francesi entro i confini stessi della Francia, ordinò al principe Francesco di Auersperg di attaccare il 15 a Limone Piemonte. Questi cacciò i francesi sia dalla cittadina sia dal Colle di Tenda. Nello stesso tempo altre colonne spazzarono via dalle valli alpine gli ultimi resti dell'Armata d'Italia. Successivamente fu stabilito il quartier generale degli austriaci a Borgo San Dalmazzo. Il corpo destinato a compiere l'assedio prese posizione a Roccavione e il 18 novembre la divisione del principe del Liechtenstein completò l'accerchiamento di Cuneo.

## L'assedio

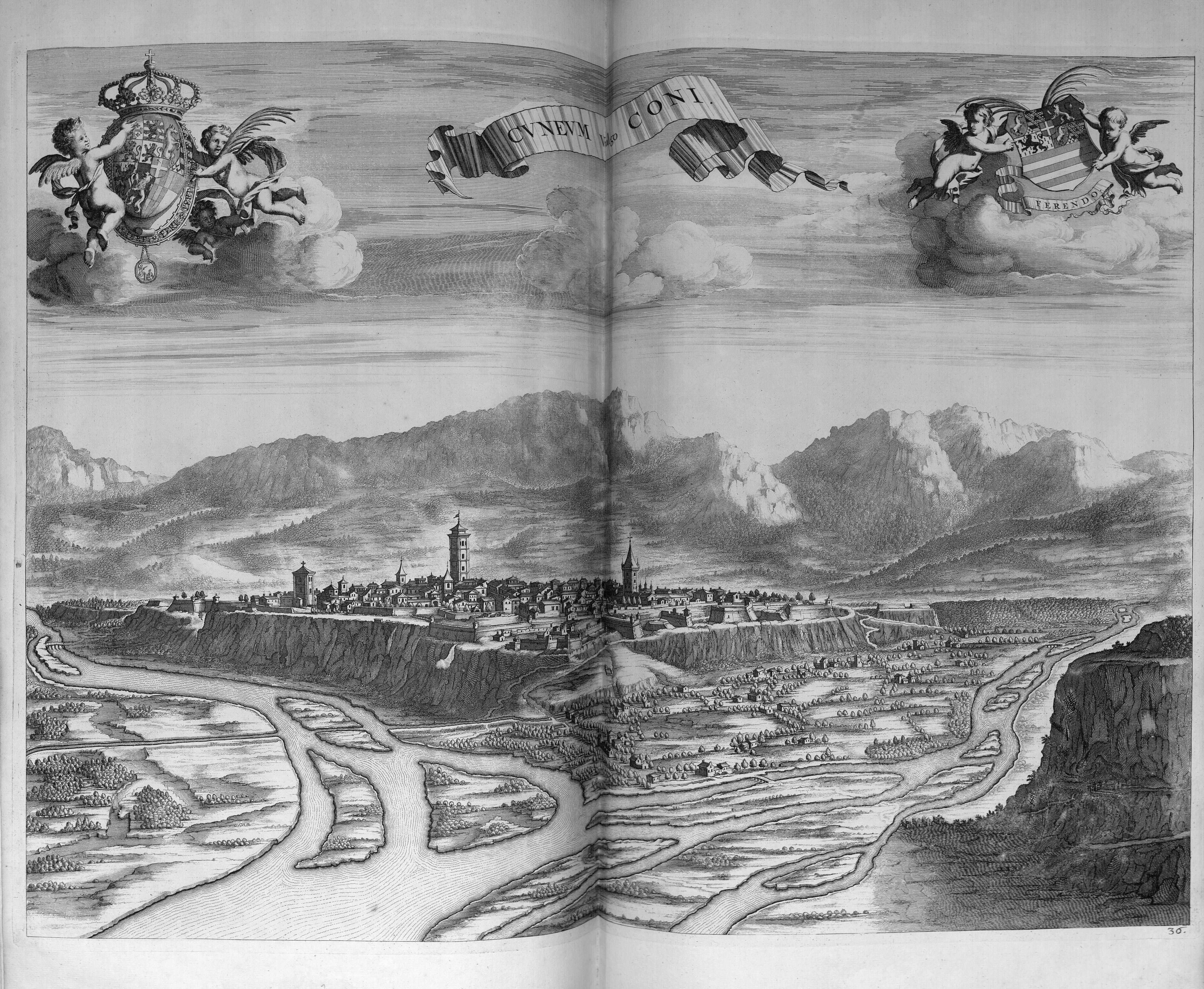
Cuneo nel 1726

La città di Cuneo, situata sul punto di confluenza di Stura e Gesso, era protetta da mura rinforzate da bastioni, mezzelune, controguardie ed altre misure difensive. Per quanto fosse difficile avvicinarsi alla città, questa risultava tutt'altro che inespugnabile: le torri dei bastioni erano tenute in cattive condizioni, i colli vicini permettevano di bombardarla dall'alto e le razioni presenti all'interno non occupavano nemmeno la metà dei depositi cittadini, in parte perché Grenier non era riuscito a farvi portare lo scorte dopo gli scontri del 10 novembre.
La fortezza era comandata dal generale Clement. Questi, essendo a conoscenza delle scorte limitate in proprio possesso e dovendo occuparsi anche dei feriti degli scontri di Genola che erano giunti in città, decise di costringere parte dei cittadini di Cuneo ad abbandonarla, al fine di ridurre il numero di bocche da sfamare.

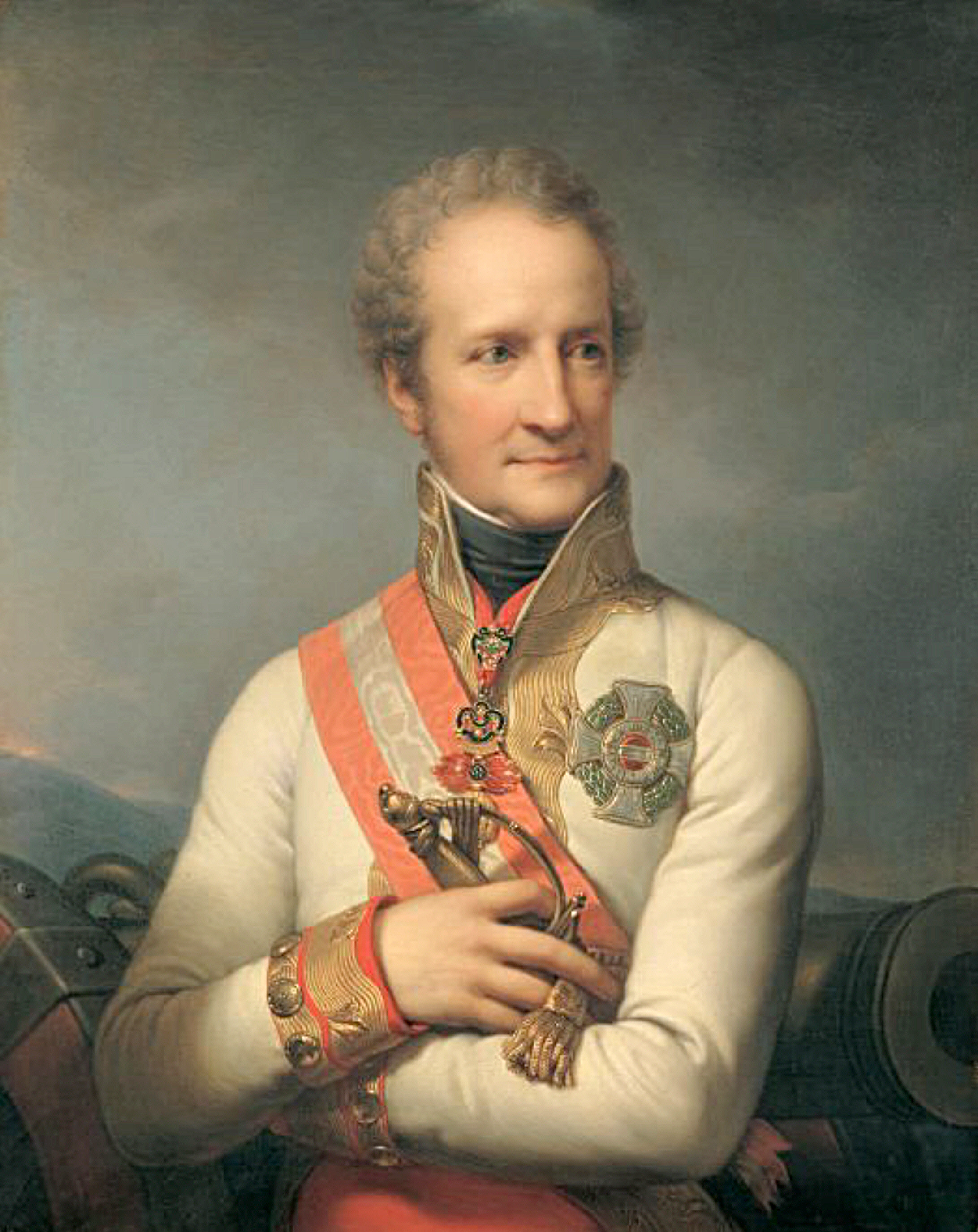
Il principe di Liechtenstein

Il principe di Liechtenstein radunò un buon numero di soldati e volontari civili per scavare le trincee dove posizionare l'artiglieria. Questi lavoro iniziarono il giorno 27 novembre e procedettero piuttosto spediti nonostante il fuoco nemico fosse piuttosto intenso. La prima linea di trincee venne completata il 1 dicembre, sebbene i primi cannoni fossero già stati portati al suo interno il giorno 29 novembre. il giorno 30 fu tentata una sortita per distruggere le opere costruite dagli austriaci, ma l'operazione fallì.
Il 2 dicembre, il fuoco dei cannoni austriaci fu tale da indurre i difensori ad abbandonare il muro più esterno. Inoltre, uno dei colpi incendiò un deposito di polvere da sparo: lo scoppio successivo danneggiò gravemente una ridotta. Gli austriaci approfittarono dell'evento per spostarsi sino alle rovine della struttura durante la notte e portare in avanti la seconda linea di trincee. Il 3 dicembre fu inaugurata la seconda linea di trincee ed il bombardamento riprese più feroce di prima. Nel frattempo, un secondo deposito era stato colpito ed aveva causato un principio di incendio. I francesi non erano né in grado di fermare le fiamme né di combattere. I cuneesi chiesero al generale tedesco di interrompere il bombardamento, per poter spegnere l'incendio e salvare numerose vite civili. Liechtenstein rispose che in guerra non vi è distinzione tra soldati e civili e che l'unica condizione per cui avrebbe fermato il fuoco dei cannoni era la resa dei francesi. Clément, riconoscendo l'impotenza delle proprie forze di fronte ai numerosi problemi e supplicato dalla disperata popolazione della città, chiese di poter trattare: entro il 5 dicembre la sua guarnigione si sarebbe arresa ed avrebbe deposto le armi. In cambio, il bombardamento sarebbe cessato e gli austriaci si sarebbero fatti carico di curare tutti i feriti presenti all'interno delle mura, circa 800.

## Conseguenze
Clément si arrese formalmente il 5 dicembre: ai suoi uomini fu concesso l'onore delle armi e furono successivamente scortati in Germania come prigionieri di guerra. Clément fece inoltre un appello affinché i cittadini cuneesi che avessero collaborato con i francesi non venissero perseguitati, ma gli austriaci rigettarono tale proposta.
Catturata Cuneo, non restava più alcuna roccaforte francese nella Pianura Padana. La fase successiva della campagna di von Melas in Italia era la conquista di Genova e l'avanzata nel sud della Francia. La caduta della città piemontese e l'arrivo dell'inverno sostanzialmente segnarono la fine delle operazioni militari del 1799, almeno per quanto concerneva l'Italia.  Qualche operazione fu tentata dagli austriaci a metà dicembre nella Riviera di Levante, sperando di aprirsi un varco per la Liguria presso Torriglia, ma con scarsi risultati. Dopodiché, i due eserciti ritornarono alle loro basi invernali.

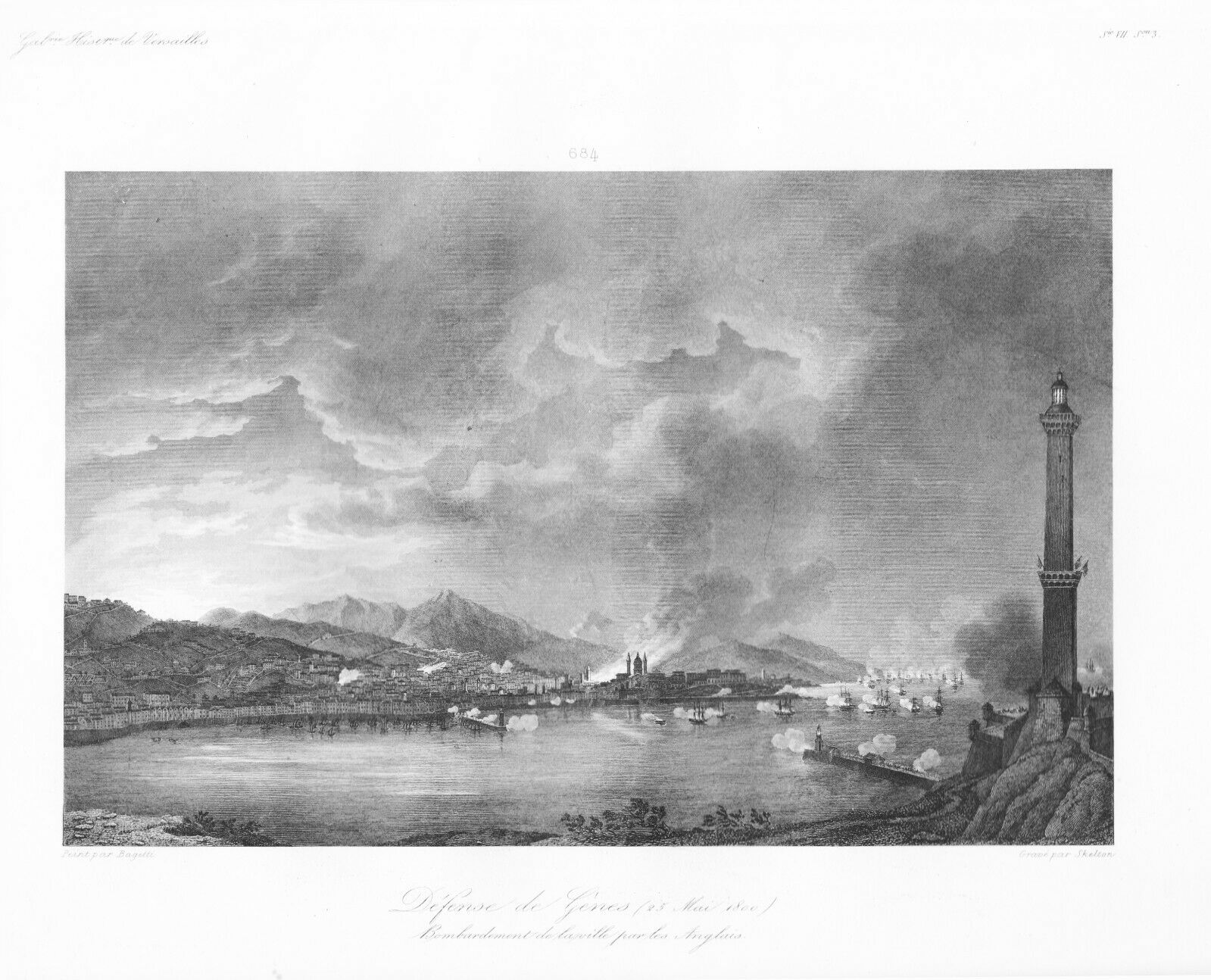
Bombardamento inglese durante l'assedio di Genova del 1800

Poco dopo la cattura della città, Championnet, ritiratosi sulle Alpi Marittime con il grosso dell'esercito decise di dare le dimissioni e fare ritorno in Francia. Giunto nei pressi di Nizza, il comandante dell'Armata d'Italia si ammalò, così come molti dei suoi uomini a causa di un'epidemia di tifo, morendo nei primi giorni del 1800. Il suo posto venne preso prima da Saint-Cyr in maniera temporanea e poi dal generale Massena, reduce dalla vittoriosa campagna in Svizzera.
Le ostilità ripresero circa sei mesi dopo quando von Melas, con una poderosa offensiva su tutto l'arco alpino ligure, cacciò i francesi dai passi montani e li spinse a Genova, dove pose d'assedio l'Armata d'Italia, aiutato dalla flotta inglese del Mediterraneo, che pose il porto della città sotto blocco. Massena fu costretto ad arrendersi i primi giorni di giugno.